# Kaiserlicher Lehrer
| Tibetische Bezeichnung         |
| ------------------------------ |
| Tibetische Schrift: ཏི་ཤྲི་       |
| Wylie-Transliteration: ti shri |
| Chinesische Bezeichnung        |
| Traditionell: 帝師             |
| Vereinfacht: 帝师              |
| Pinyin:dìshī                   |
| Wade-Giles:ti-shih             |

Kaiserlicher Lehrer (engl. Imperial Preceptor; „Kaiserlicher Lehrer“) war ein Mönchsbeamtentitel im Buddhismus der Zeit der Mongolen-Dynastie seit Kublai Khan (Kaiser Shizu). Ein ähnliches Amt gab es bereits in der späten Zeit der Xixia-Dynastie (der Tanguten). In der Zeit des Xixia-Kaisers Renzong (仁宗; reg. 1139–1193) gab es eine Persönlichkeit namens (chin.) Boluo Xiansheng (波羅顯勝) mit dem Titel eines (chin.) gongde sizheng 功德司正 (cum grano salis: „Amt des Wächters über Verdienste und Tugenden“), die die religiösen Angelegenheiten der Buddhisten des ganzen Reiches verwaltete. In der Mongolen-Zeit wurde es institutionalisiert. Das System der Yuan-Dynastie war folgendes: bei der Thronbesteigung empfing der Kaiser von einem buddhistischen Mönch Buddhas Gebote/Tugendregeln (Fojie 佛戒), was dann anschließend bei allen weiteren Herrschern der Mongolen-Dynastie der Fall war. Kublai Khan (1215–1294) hatte Buddhas Gebote von Phagspa (1235–1280) empfangen, Phagspa wurde 1260 zum „Reichslehrer“ (guoshi 国師 / tibet. go shri གོ་ཤྲི་) ernannt und 1270 zum „Kaiserlichen Lehrer“ (dishi). Von da an waren alle dieses Amt bekleidende Kaiserlichen Lehrer Angehörige des Familienzweigs des Tibeters Khön Könchog Gyalpo (1034–1102) – des Oberhaupts der Sakya-Schule des tibetischen Buddhismus – oder Schüler oder Angehörige des Familienzweigs von Sakya Pandita (1182–1251) und Phagspa. In der Geschichte der Yuan-Dynastie (Yuanshi) wird im Ersten Teil der Biografie von Shizu und in der Phagspa-Biographie in den Biographien berühmter Buddhisten und Daoisten (Shi-Lao zhuan: Basiba) über dieses Amt berichtet.

## Liste der Kaiserlichen Lehrer der Yuan-Dynastie
Dies ist eine Liste der Kaiserlichen Lehrer der Yuan-Dynastie (Mongolen):
1. Phagpa
2. Rinchen Gyeltshen
3. Dharmapala Rakshita
4. Yeshe Rinchen
5. Dragpa Öser
6. Rinchen Gyeltshen
7. Sangye Pel
8. Künga Lodrö Gyeltshen Pel Sangpo
9. Wangchug Gyeltshen
10. Künga Legpe Chungne Gyeltshen Pel Sangpo
11. Rinchen Trashi
12. Künga Gyeltshen Pel Sangpo
13. Lachen Sönam Lodrö
14. Namgyel Pel Sangpo